# Vagy mindent vagy semmit
Vagy mindent vagy semmit è il secondo album in studio del rapper ungherese Pogány Induló, pubblicato il 2 febbraio 2024 dalla ASAN Budapest.
È stato candidato per il Fonogram Award all'album o registrazione ungherese dell'anno – rap/hip hop.

## Tracce
1. Úgy hiszem – 3:19
2. Gengetek ellen – 2:49
3. J11 (con Ótvar Pestis) – 3:48
4. Skit – 1:18
5. Mámor – 2:56
6. Kitartást – 2:18
7. 15 (con Ekhoe) – 2:24
8. Zárka (feat. VZS & Hibrid) – 4:21
9. Székelykapu (feat. Parno Graszt) – 2:50
10. Vagy mindent vagy semmit – 1:38

## Classifiche

### Classifiche settimanali
| Classifica (2024) | Posizione massima |
| ----------------- | ----------------- |
| Ungheria          | 1                 |

### Classifiche di fine anno
| Classifica (2024) | Posizione |
| ----------------- | --------- |
| Ungheria          | 1         |